# Estació de Bon Viatge
Bon Viatge és una estació de les línies T1 i T2, i capçalera de la primera, de la xarxa del Trambaix situada sobre l'avinguda de Barcelona al centre urbà de Sant Joan Despí i es va inaugurar el 3 d'abril de 2004 amb l'obertura del Trambaix.
| Trambaix               |                 |       |              |                        |
| Procedència/Destinació | <               | Línia | >            | Procedència/Destinació |
| Francesc Macià         | Fontsanta-Fatjó |       | terminal     | terminal               |
| Francesc Macià         | Fontsanta-Fatjó |       | La Fontsanta | Llevant - les Planes   |